# شهرستان گریلی (نبراسکا)
شهرستان گریلی، نبراسکا (به انگلیسی: Greeley County, Nebraska) یک سکونتگاه مسکونی در ایالات متحده آمریکا است که در نبراسکا واقع شده‌است.

## خصوصیات
شهرستان گریلی ۱٬۴۷۸٫۸۹ کیلومترمربع مساحت دارد.